# الماسرجسي
أبو الحسن محمد بن علي بن سهل بن مفلح الماسرجسي (298-384هـ) من أئمة الشافعية وأحد أصحاب الوجوه المجتهدين.
تفقه على أبي إسحاق المروزي، وصحبه إلى مصر، ولزمه حتى دفنه، ثم انصرف إلى بغداد.
وتفقه عليه أبو الطيب الطبري، شيخ الشيرازي، والنونقاني أبو بكر الطوسي، وأبو سعد الخركوشي وغيرهم.
وكان من أعلم الناس بالمذهب وفروع المسائل. وكان خليفة القاضي أبي علي بن أبي هريرة في مجالسه، فكان له المجلس بعد قيام القاضي أبي علي منه.
وقد ورد ذكره في كتاب المهذب والروضة وغيرهما.

## وفاته
انصرف الماسرجسي إلى خراسان سنة أربع وأربعين (344هـ) فدرَّس وأفتى، وتوفي عشية الأربعاء سادس جمادى الآخرة سنة أربع وثمانين وثلاثمائة (384هـ) وله من العمر ست وثمانون سنة.